# 荒木町 (新宿区)

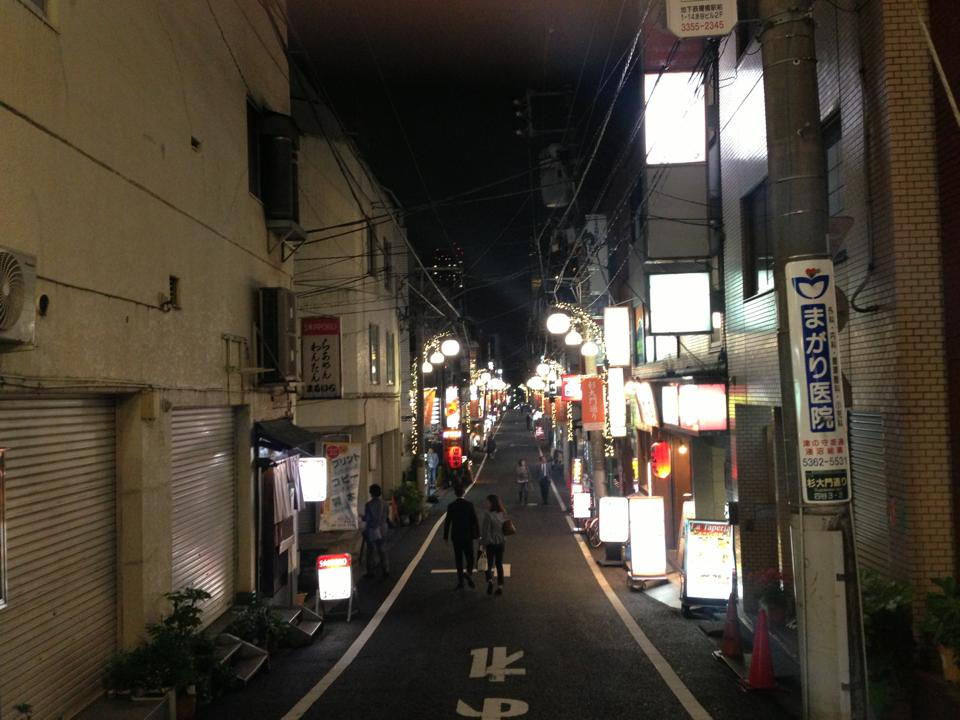
夜の荒木町

荒木町（あらきちょう）は、東京都新宿区の町名。「丁目」の設定のない単独町名である。住居表示未実施。

## 地理
新宿区の南東部に位置する。北部は住吉町と片町に、東部は津の守坂通りに接し、これを境に四谷坂町と四谷三栄町に接する。南部は四谷三丁目に接する。西部は舟町に接する。町域中央部の荒木マンション裏にある池を最底部とした摺鉢状の地形である。かつての花街の面影を残しているが、高層建造物なども見られる。

## 歴史
荒木町一帯は、江戸時代には美濃国高須藩藩主・松平義行の屋敷があったところであった。荒木町北辺に接している津の守坂通りも、義行(摂津守)の名が由来となっている。
この屋敷には滝を伴った大きな池があった。この池で徳川家康（義行という説もある）が乗馬用の策（ムチ）を洗ったことから「策の池」と呼ばれた。明治時代には屋敷が退き池や庭園が一般にも知られるようになり、荒木町一帯は東京近郊でも名の知られた景勝地となり料理屋が軒を連ね芸者らが行き交う風情ある花街となった。最盛期を迎えたのが関東大震災後で他の花街が被災し客が荒木町に流れ、料理屋13軒、待合63軒、置屋86軒、芸妓252名であった。だが戦争により花街の営業が縮小され、昭和20年（1945年）、空襲で壊滅、戦後に復興するも昭和40年代（1966年-1975年）に衰退、昭和50年代末（1980年代前半）に終焉した。町域内には今でも車力門通りや杉大門通りの通り沿いや路地裏などに各種飲食店が散見され、かつての花街の風情を残した部分を見ることができる。また「策の池」も規模はかなり縮小したが、現在でも津の守弁財天のところに残っている。昭和30年代の雰囲気を色濃く残した町として訪れる人は多い。

## 世帯数と人口
2025年（令和7年）3月1日現在（新宿区発表）の世帯数と人口は以下の通りである。
- 世帯数 : 1,800世帯
- 人口 : 2,630人

### 人口の変遷
国勢調査による人口の推移。
| 年                 | 人口  |
| ------------------ | ----- |
| 1995年（平成7年）  | 1,430 |
| 2000年（平成12年） | 1,619 |
| 2005年（平成17年） | 1,877 |
| 2010年（平成22年） | 2,271 |
| 2015年（平成27年） | 2,100 |
| 2020年（令和2年）  | 2,623 |

### 世帯数の変遷
国勢調査による世帯数の推移。
| 年                 | 世帯数 |
| ------------------ | ------ |
| 1995年（平成7年）  | 726    |
| 2000年（平成12年） | 941    |
| 2005年（平成17年） | 1,182  |
| 2010年（平成22年） | 1,553  |
| 2015年（平成27年） | 1,396  |
| 2020年（令和2年）  | 1,783  |

## 学区
区立小・中学校に通う場合、学区は以下の通りとなる（2018年8月時点）。
- 区域 : 全域
  - 小学校 : 新宿区立四谷小学校
  - 中学校 : 新宿区立四谷中学校

## 交通

### 鉄道
町域内には鉄道駅はないが南部は地下鉄丸ノ内線の四谷三丁目駅が、北部は都営新宿線の曙橋駅がそれぞれ利用できる。

### 道路
町域北西部を外苑東通りが縦貫している。また北部は靖国通りが接していないが、至近にある。南部も新宿通りが接してはいないが、至近にある。

### 路線バス
区域東側の津の守坂通り上に「三栄町」バス停があり、都営バス宿75系統（新宿駅〜抜弁天・東京女子医大〜三宅坂）が運行されているが、宿75は大半が新宿駅〜東京女子医大間の運行であり三栄町まで来るのは1日6便と少ない。区域西側の外苑東通りには都営バスの「荒木町」バス停があり、早81系統（早大正門方面、渋谷駅方面）が運行されている。

## 事業所
2021年（令和3年）現在の経済センサス調査による事業所数と従業員数は以下の通りである。
- 事業所数 : 316事業所
- 従業員数 : 3,007人

### 事業者数の変遷
経済センサスによる事業所数の推移。
| 年                 | 事業者数 |
| ------------------ | -------- |
| 2016年（平成28年） | 320      |
| 2021年（令和3年）  | 316      |

### 従業員数の変遷
経済センサスによる従業員数の推移。
| 年                 | 従業員数 |
| ------------------ | -------- |
| 2016年（平成28年） | 2,905    |
| 2021年（令和3年）  | 3,007    |

## 施設
- 荒木公園
- 津の守弁財天
- 金丸稲荷

## ギャラリー

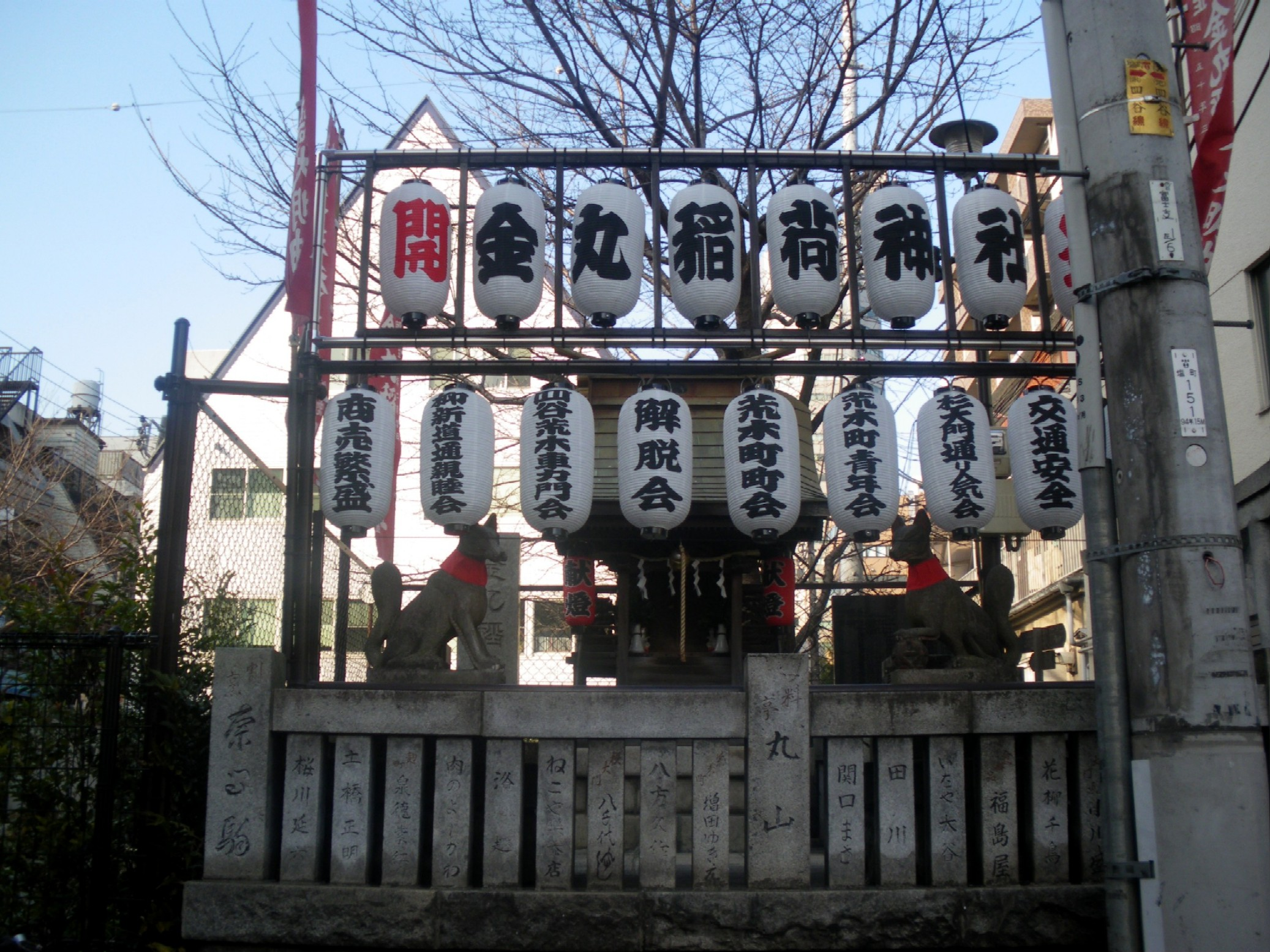
金丸稲荷神社
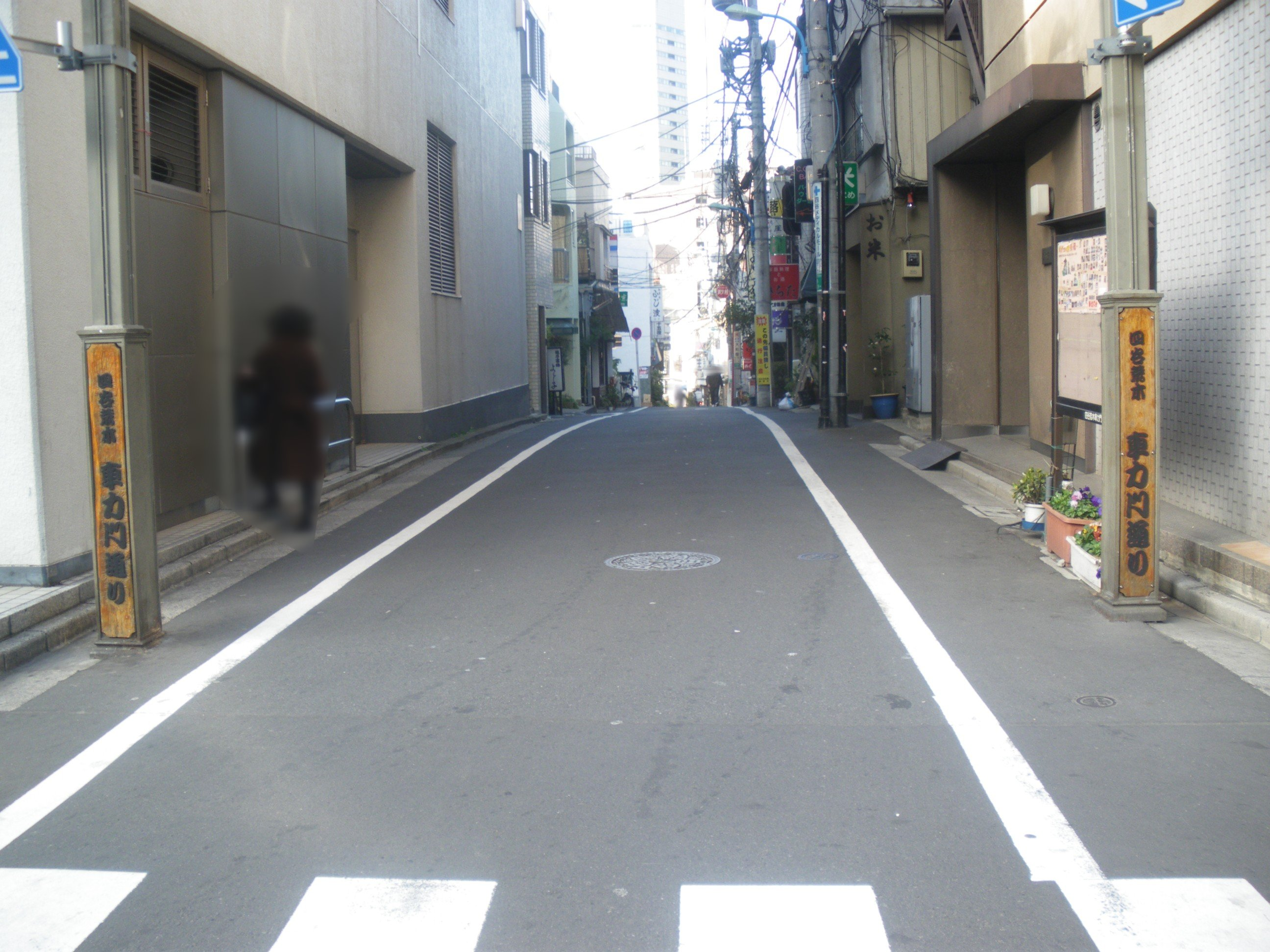
車力門通り
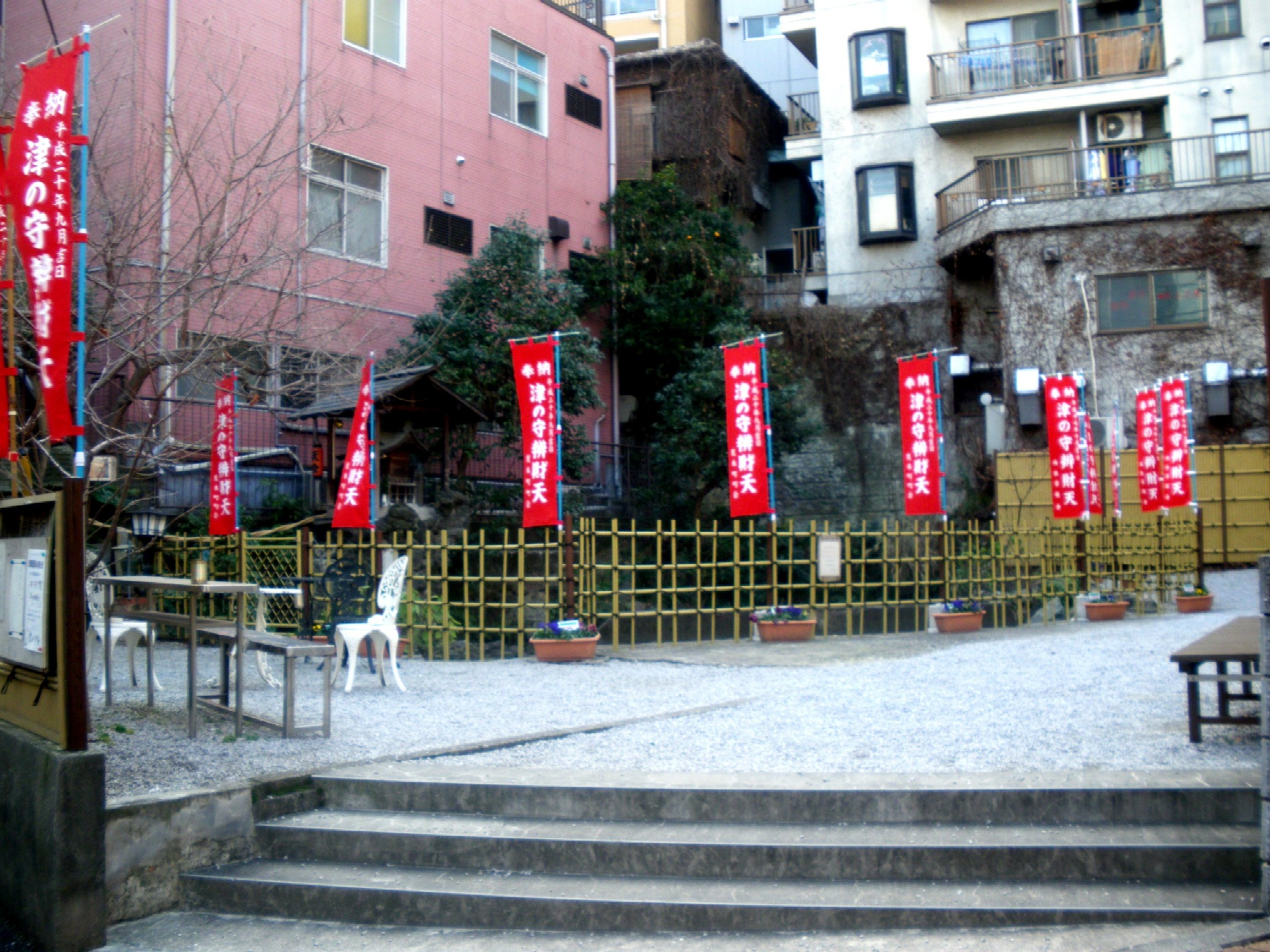
津の守弁財天

## その他

### 郵便番号
- 160-0007[3]（集配局 : 新宿郵便局[16]）。